# James Edward Maceo West
James Edward Maceo West (nacido el 10 de febrero de 1931 en Farmville, Condado de Prince Edward, Virginia) es un inventor y acústico estadounidense. Posee más de 250 patentes extranjeras y estadounidenses para la producción y diseño de micrófonos y técnicas para la creación de electretes de lámina polimérica.

## Biografía

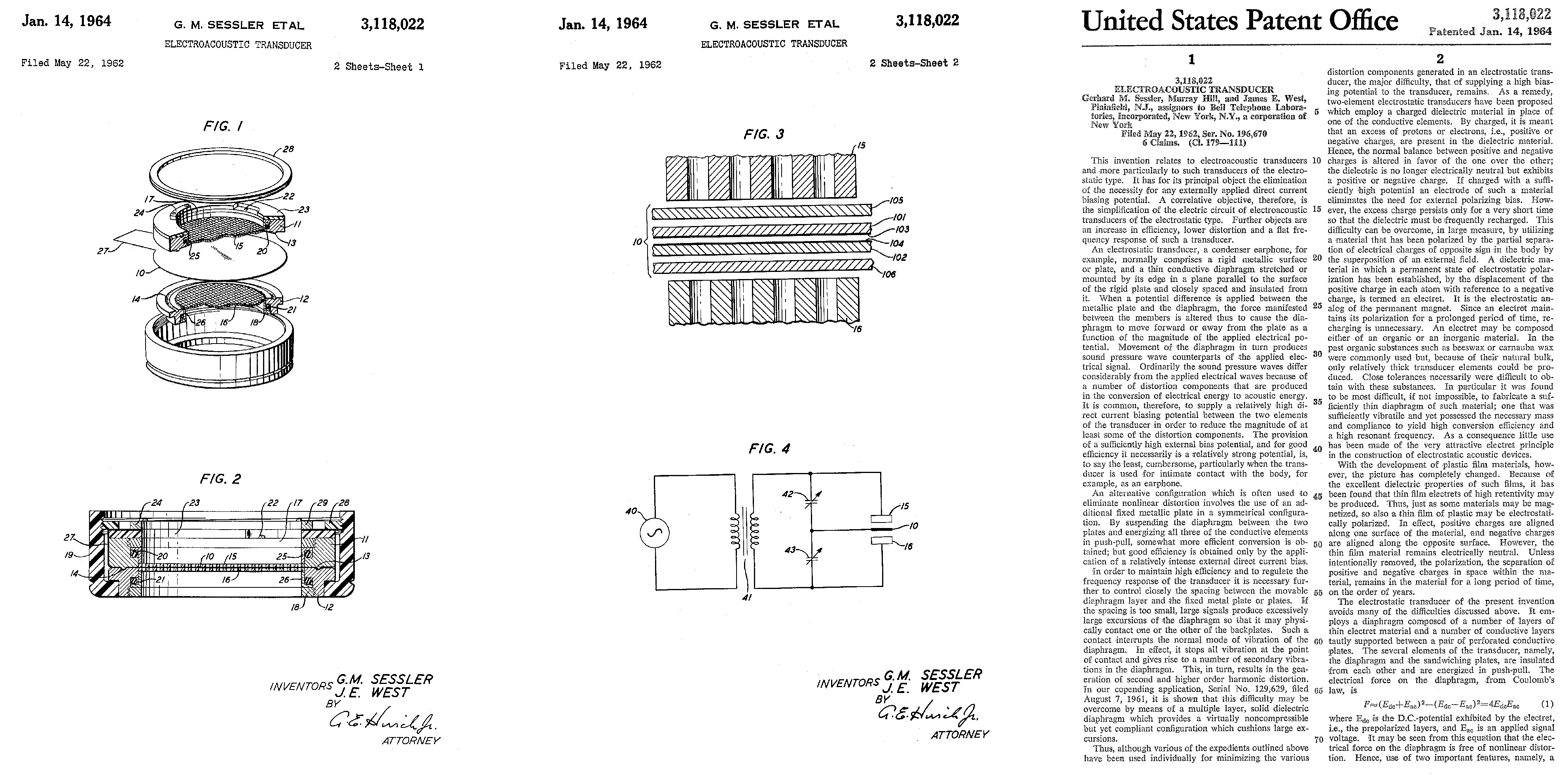
Primera patente sobre el micrófono electro de papel de aluminio por G.M. Sessler y J. E. West (páginas 1 a 3)

La madre de West era una de las computadoras humanas "Hidden Figures" que trabajaba para la NASA en el Centro de Investigación Langley. West recibió una licenciatura en Física de la Universidad de Temple en 1957. En 2001, West se retiró de Lucent Technologies después de una distinguida carrera de 40 años en Bell Laboratories, donde recibió el más alto honor de la organización, siendo nombrado Bell Laboratories Fellow. West luego se unió a la facultad de la Whiting School en la Universidad Johns Hopkins, donde actualmente es profesor en el Departamento de Ingeniería Eléctrica e Informática. En 2007, West recibió un doctorado honorario de NJIT.

## Invenciones y contribuciones científicas
Junto con Gerhard Sessler, West inventó el micrófono de electreto de papel de aluminio en 1962 mientras desarrollaba instrumentos para la investigación de la audición humana. En comparación con los micrófonos de condensador anteriores, el micrófono electret tiene una capacitancia más alta y no requiere un sesgo de CC. West y Sessler optimizaron los parámetros mecánicos y de superficie del sistema. Casi el 90 por ciento de los más de dos mil millones de micrófonos producidos anualmente se basan en los principios del foil-electret y se utilizan en artículos cotidianos como teléfonos, videocámaras, audífonos, monitores para bebés y dispositivos de grabación de audio, entre otros. West midió la acústica del Philharmonic Hall en la ciudad de Nueva York. Recientemente, West se asoció con Ilene Busch-Vishniac y estudió el entorno acústico de los hospitales mostrando que los hospitales son en general demasiado fuertes y que los niveles de ruido afectan al personal y a los pacientes. El Dr. West tiene más de 250 patentes a su nombre. A sus 90 años en 2021, sigue siendo un inventor activo que trabaja en un dispositivo para detectar neumonía en los pulmones infantiles.

## Apoyo a las minorías en las ciencias
Además de sus muchas contribuciones a la ciencia acústica, a lo largo de su carrera West ha sido un ferviente defensor de una mayor diversidad en los campos de la ciencia y la tecnología. Mientras estaba en Bell Laboratories, West cofundó la Association of Black Laboratory Employees (ABLE), una organización formada para "abordar las preocupaciones de colocación y promoción de los empleados de Black Bell Laboratories". También fue fundamental en la creación y el desarrollo del Programa de Becas de Investigación Corporativa (CRFP) para estudiantes graduados que buscan títulos terminales en las ciencias, así como el Programa de Investigación de Verano, que en conjunto brindó oportunidades para más de 500 estudiantes graduados no blancos. Desde 2015, el Dr. West ha servido en la Junta Directiva del Proyecto Ingenuity, una organización sin fines de lucro de Baltimore que apoya a estudiantes talentosos de secundaria y preparatoria en ciencias y matemáticas.

## Premios
El Dr. West recibió la Medalla Nacional de Tecnología e Innovación, y en 2010, junto con Gerhard M. Sessler, West recibió la Medalla Benjamin Franklin en Ingeniería Eléctrica del Instituto Franklin. También es miembro del Salón de la Fama de los Inventores Nacionales y miembro electo de la Academia Nacional de Ingeniería. También ha recibido numerosos otros honores y premios. Sin embargo, West ha declarado que sus mayores logros son sus cuatro hijos Melanie, Laurie, James y Ellington.[cita requerida]